# Јашмак
Јашмак, јахмак или јасмак (од турске речи "yaşmak" ) је турска и туркијска врста вела или никаба ког носе жене за покривање свог лица у јавности. Данас се скоро и не користи у Турској. У Туркменистану додуше, се користи од стране неких удатих жена.

## Опис
За разлику од обичног вела, јашмак садржи вео за главу и вео за лице у једном, који се састоји од два комада финог муслина, један везан преко лица испод носа, а други везан преко чела, који прекрива главу.
Јашмак такође може укључивати правоугаоник од ткане црне коњске длаке причвршћен близу слепоочница и нагнут надоле попут тенде да покрије лице, назван пеце, или може бити вео прекривен комадима чипке, са прорезима за очи, везаним иза главу жицама, а понекад подупрту преко носа малим комадом злата.